# Luis Eduardo Zapata
Luis Eduardo Zapata (Cali, Valle del Cauca, Colombia; 24 de abril de 1980) es un exfutbolista colombiano. Jugaba de defensa y se retiró en el Fort Lauderdale Strikers de Estados Unidos.

## Trayectoria

### Millonarios
Tiene el sobrenombre de "El Morumbí", por el gran gol que consiguió en el partido por la Copa Sudamericana 2007 jugado en São Paulo, Brasil ante el São Paulo FC y que le significó la victoria a Millonarios. Su característica principal es la velocidad.
Luego de un 2008 sin continuidad en la formación titular del club bogotano, fue despedido del mismo, Entre sus dos etapas en el club disputaría un total de 168 partidos arco curtiendo 5 goles (162 partidos por liga en los que anotó 4 goles y en Copa Sudamericana 6 partidos, anotando su famoso gol).

### Deportivo Pereira
Llegó como refuerzo para el 2009 al Deportivo Pereira. Seis meses después, luego de la eliminación del equipo 'Matecaña' en el Torneo Apertura sale del equipo.

### América de Cali
Zapata llega al América de Cali como refuerzo. Al término de la temporada 2009 sale junto a otros 17 futbolistas del club.

### Colorado Rapids
En 2012 es tenido en cuenta por el Colorado Rapids su nuevo club.

### Fort Lauderdale Strikers
Después de estar sin jugar profesional casi 3 años recala nueva mente en Estados Unidos para jugar con el Fort Lauderdale Strikers quien en un comunicado oficial de prensa lo da como nuevo jugador de la institución.

## Clubes
| Club                   | País                | Año                     | Partidos | Goles |
| ---------------------- | ------------------- | ----------------------- | -------- | ----- |
| Millonarios F.C.       | Colombia            | 2001 - 2004 2005 - 2008 | 168      | 5     |
| C.D. Cali              | Colombia            | 2004                    | 21       | 0     |
| C.D. Pereira           | Colombia            | 2009                    | 13       | 1     |
| C.S.A. América de Cali | Colombia            | 2009                    | 13       | 0     |
| Caracas F.C.           | Venezuela           | 2010                    | 12       | 0     |
| C.F. Jorge Wilstermann | Bolivia             | 2011                    | 2        | 0     |
| A.D. Pasto             | Colombia            | 2011                    | 18       | 0     |
| Colorado Rapids S.C.   | Estados Unidos      | 2012                    | 28       | 0     |
| Chicago Fire S.C.      | Estados Unidos      | 2013                    | 1        | 0     |
| Albion S.C.            | Estados Unidos      | 2014 - 2016             | 23       | 0     |
| Fort Lauderdale S.S.C. | Estados Unidos      | 2016                    | 7        | 0     |
| Total en su carrera    | Total en su carrera | Total en su carrera     | 283      | 6     |

## Palmarés
| Título          | Club             | País     | Año  |
| --------------- | ---------------- | -------- | ---- |
| Copa Merconorte | Millonarios F.C. | Colombia | 2001 |
| Primera B       | A.D. Pasto       | Colombia | 2011 |